# Élections législatives syriennes de 2020
Les élections législatives syriennes de 2020 ont lieu le 19 juillet 2020 afin de renouveler l'intégralité de l'Assemblée du peuple de la Syrie. Le scrutin a lieu après deux reports dans la même année, du fait de la pandémie de coronavirus.
Ces élections sont organisées dans le contexte de la guerre civile syrienne, dont le gouvernement semble sortir victorieux. Tous les partis politiques autorisés sont membres du Front national progressiste et subordonnés à l'autorité du parti Baas.

## Contexte
Le scrutin est organisé alors que la guerre civile semble toucher à sa fin, les forces gouvernementales ayant repris le contrôle de la majeure partie du territoire national. L'annonce de son organisation intervient après les succès de l'armée syrienne au cours de l'offensive de Maarat al-Nouman et Saraqeb.
Initialement prévues le 13 avril, les élections sont reportées au 20 mai puis au 19 juillet du fait de la propagation de la pandémie de coronavirus,,.
Le déroulement des élections est contesté. Les citoyens sont contraints d'aller voter par crainte de représailles, parfois à plusieurs reprises. Selon un opposant, « ce sont les services de renseignement qui choisissent les parlementaires, et cela depuis toujours. Au Parlement syrien, pas un seul député n'est véritablement élu par le peuple »,.
Selon Thomas Pierret, chercheur au CNRS et spécialiste du Moyen-Orient, les scrutins ne sont ni libres ni transparents, et servent à « récompenser les plus fidèles parmi les fidèles pour éviter des défections qui pourraient être coûteuses ». Les résultats sont « joués d'avance » car il n'y a pas de candidats d'opposition, ils n'existent pas en Syrie.

## Système électoral
L'Assemblée du peuple est un parlement unicaméral doté de 250 sièges pourvus pour quatre ans au scrutin de liste majoritaire dans 15 circonscriptions plurinominales. Les électeurs d'une circonscription choisissent une liste fermée de candidats qu'ils ne peuvent modifier parmi celles proposées, et celle remportant le plus de suffrages remporte l'ensemble des sièges en jeu dans la circonscription. Chaque liste est composée d'un minimum de deux tiers de candidats du Parti Baas et pour moitié d'ouvriers et de paysans, de telle sorte que le total de ces derniers soit de 127 sur le total de 250 députés élus.
En pratique, le pouvoir exerce une pré-sélection et une censure qui rend impossible tout début de pluralisme. Des comités nommés par une commission dont les membres sont eux-mêmes choisis par le président décident de la validité des candidatures des « ouvriers et paysans », tandis que les partis pouvant concourir à la moitié restante des sièges à pourvoir sont soumis à des lois draconiennes interdisant toute critique du pouvoir sous couvert d'une interdiction de « fragiliser le sentiment national », sous peine d'interdiction du parti. Les petits partis politiques autres que le Parti Baas, tous membres du Front national progressiste, lui sont ainsi tous subordonnés.

## Résultats
|                           |                             |            |       |        |               |  |  |  |  |
| Parti                     | Parti                       | Voix       | %     | Sièges | +/-           |  |  |  |  |
|                           | Front national progressiste | NC         | NC    | 177    | 23            |  |  |  |  |
|                           | Indépendants                | NC         | NC    | 73     | 23            |  |  |  |  |
|                           |                             |            |       |        |               |  |  |  |  |
| Suffrages exprimés        | Suffrages exprimés          | NC         | NC    |        |               |  |  |  |  |
| Votes blancs et invalides |                             | NC         | NC    |        |               |  |  |  |  |
| Total                     | Total                       | 6 224 687  | 100   | 250    | en stagnation |  |  |  |  |
| Abstentions               | Abstentions                 | 12 541 327 | 66,83 |        |               |  |  |  |  |
| Inscrits / participation  | Inscrits / participation    | 18 766 014 | 33,17 |        |               |  |  |  |  |